# Niccolò Ferracciu
Niccolò Ferracciu (Calangianus, 10 maggio 1815 – Roma, 2 marzo 1892) è stato un avvocato e politico italiano.
Fu Ministro della Marina del Regno d'Italia nella XIII legislatura e Ministro di Grazia e Giustizia e Culti del Regno d'Italia nella XV legislatura.

## Biografia
Nato a Calangianus il 10 maggio 1815 da Antonio Ferracciu e Lucia Mossa, Niccolò Ferracciu frequentò il liceo a Tempio Pausania. Dopo essersi diplomato in belle Lettere a Tempio andò a Sassari per gli studi universitari dove si laureò in Legge nel 1836, diventando presto uno degli avvocati sardi più richiesti, e nel 1850 fu nominato professore di economia e diritto commerciale. Nel 1848 fu eletto come consigliere Divisionale e Comunale di Sassari, mentre divenne nel 1851 Presidente del Consiglio Divisionale e poi Provinciale. Conseguentemente a questa carica, in seguito alla concessione dello Statuto albertino nel 1848, fu eletto deputato nel collegio di Sassari il 15 gennaio 1849.
Ferracciu si candidò alle elezioni per la Camera dei deputati nel marzo 1849. Nel Parlamento subalpino si schierò a sinistra e si mise subito contro l'armistizio di Novara, ritenendolo un attentato allo statuto e all'onore dell'Italia. 
Nel 1852 si schierò alla Camera contro lo stato d'assedio decretato dal governo nella provincia di Sassari, mentre quando nel 1855 scoppiò un'epidemia di colera nella città si distinse nella costante attività mirata nel contrastare la piaga.
Nel 1860 prendeva posizione contro la cessione di Nizza e Savoia alla Francia. Nel susseguirsi dei suoi anni in politica fu segretario e membro di parecchie giunte e commissioni parlamentari. L'avvocato sardo partecipò a tutte le legislature prima del Regno sardo, poi del giovane Regno d'Italia.
Nel 1861 comandò il battaglione della guardia nazionale di Sassari. Grazie ai buoni rapporti instaurati con le genti locali ottenne l'elezione a deputato (XI legislatura). Nel Parlamento si schierò con la Sinistra moderata. Quando nel 1865 G. Lanza lo contattò per prendere parte al ministero della Pubblica Istruzione, rifiutò non ritenendosi ancora pronto a partecipare al governo del Regno. Vicepresidente della Camera dal 1871 al 1874 e ancora dal 1891 al 1892, Ferracciu ricoprì diversi incarichi di governo, come titolare del Ministero della Marina (1878 - 1879) e poi di quello della Giustizia (marzo - novembre 1884), entrambi sotto i governi di Depretis.
Nel primo incarico, presentò un disegno di legge per stanziare fondi per le riparazioni agli stabilimenti marittimi di Genova, danneggiati da un uragano; come guardasigilli, invece, presentò in Parlamento un altro progetto legislativo al fine di aumentare lo stipendio dei pretori. Sostituito alla guida del ministero da Enrico Pessina, Ferracciu rimase in Parlamento, ma morì durante il suo ultimo mandato, il 2 marzo 1892, a Roma, a 76 anni.
A Niccolò Ferracciu è stato dedicato l'omonimo Istituto di Istruzione Superiore di Tempio Pausania.